# Sarbia (powiat de Wągrowiec)
Pour les articles homonymes, voir Sarbia (homonymie).
Sarbia (prononciation : [ˈsarbja]) est un village polonais de la gmina de Mieścisko dans le powiat de Wągrowiec de la voïvodie de Grande-Pologne dans le centre-ouest de la Pologne.
Il se situe à environ 6 km à l'ouest de Mieścisko (siège de la gmina), 9 km au sud-est de Wągrowiec (siège du powiat), et à 44 km au nord-est de Poznań (capitale de la Grande-Pologne).

## Histoire
De 1793 à 1919, Sarbia fait partie de l'arrondissement de Wongrowitz dans le district de Bromberg de la province de Posnanie
De 1975 à 1998, le village faisait partie du territoire de la voïvodie de Poznań.

Depuis 1999, Sarbia est situé dans la voïvodie de Grande-Pologne.

## Monument
- l'église du village, construite au début du XXe siècle.